# Viscount Montagu

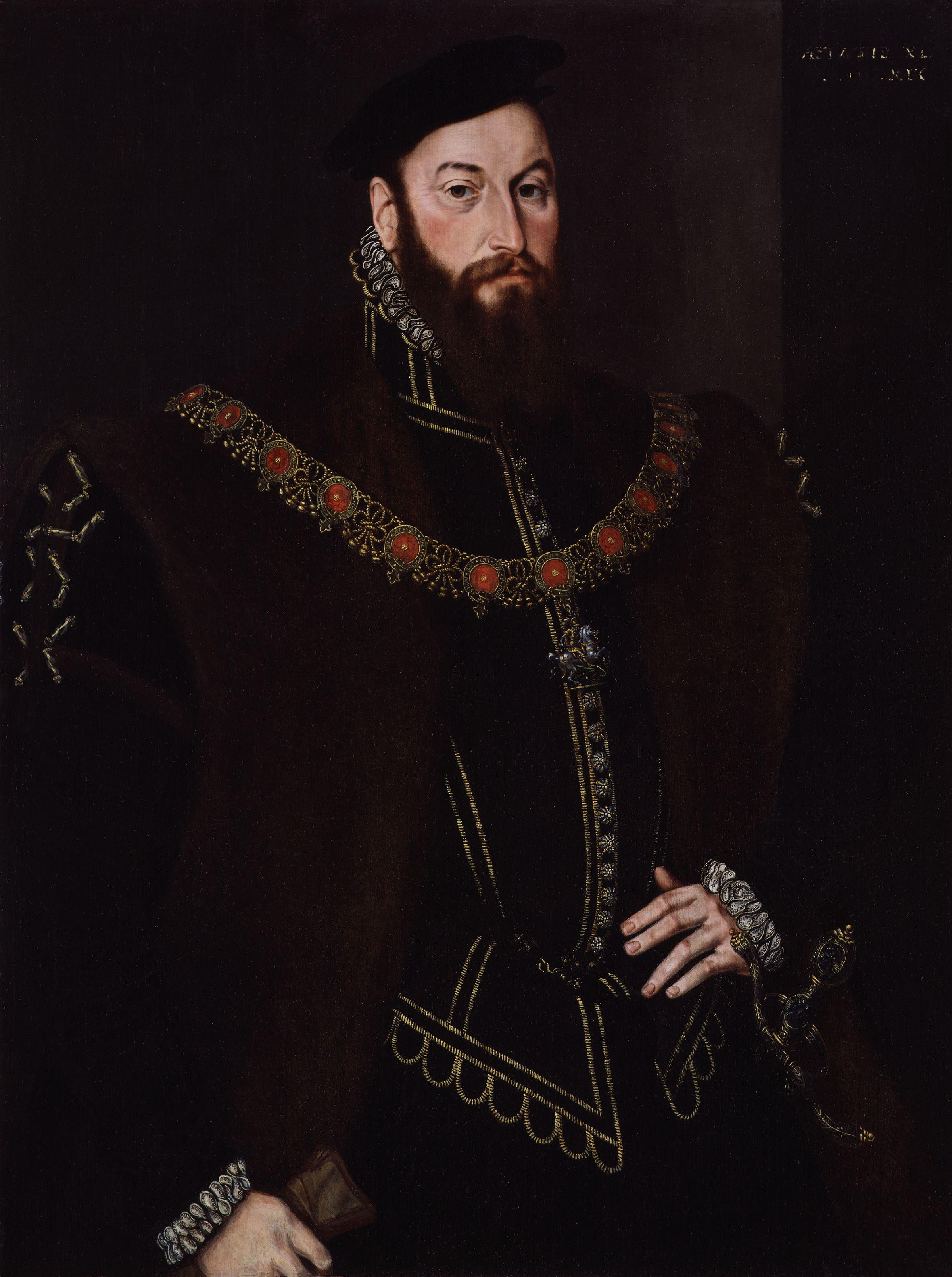
Anthony Browne, 1. Viscount Montagu, Gemälde um 1569

Wappen der Viscounts Montagu

Viscount Montagu war ein erblicher britischer Adelstitel in der Peerage of England.
Der Titel wurde am 2. September 1554 für den Unterhausabgeordneten und Diplomaten Sir Anthony Browne geschaffen. Mit dem Tod des 9. Viscount erlosch der Titel am 27. November 1797. Familiensitz der Viscounts Montagu war Cowdray House bei Midhurst in West Sussex.

## Liste der Viscounts Montagu (1554)
- Anthony Browne, 1. Viscount Montagu (1528–1592)
- Anthony Browne, 2. Viscount Montagu (1574–1629)
- Francis Browne, 3. Viscount Montagu (1610–1682)
- Francis Browne, 4. Viscount Montagu (1638–1708)
- Henry Browne, 5. Viscount Montagu (um 1640–1717)
- Anthony Browne, 6. Viscount Montagu (1686–1767)
- Anthony Browne, 7. Viscount Montagu (1728–1787)
- George Browne, 8. Viscount Montagu (1769–1793)
- Mark Browne, 9. Viscount Montagu (1745–1797)